# シンカワン

シンカワン（インドネシア語：Kota Singkawang）はインドネシア西カリマンタン州サンバス県の都市である。市名は客家語で山口洋 (San Kheu Jong) に由来する。シンカワンは州都ポンティアナックから北へ約160kmに位置し、パシ山、ポテン山およびサコッ山に囲まれている。シンカワンは、「海と河口に近い丘の町」を指す(客家語: sân-khiéu-yòng)に由来します。 この都市の面積は504km2で、人口は2010年の国勢調査で186,462人、2015年の国勢調査で207,144人でした。 最新の公式見積もり（2019年半ば現在）は222,910である。

## 人口
シンカワンの人口は2011年国勢調査によると246.306人で、中国系が多数を占める。中国系でも最も多いのが客家で人口の42%。中国系の他の主要なグループとして潮州人がいる。他にはマレー人、ダヤク族、ジャワ族、その他の民族がいる。
宗教の分布は民族の分布に従えば、最も信者が多いのは仏教であり、儒教、イスラム教、プロテスタント、カトリックが信じられている。

## 言語
公用語であるインドネシア語のほかに、住人はそれぞれの母国語を使用する。非華人系の民族を含め、中国語の方言の一種である客家語が広く通用する。シンカワンで話されるインドネシア語はマレー語の影響を受けている。

## 歴史
18世紀中葉以降、華人がこの町の交易を支配してきた。オランダ領東インド時代のシンカワンは、ローマ・カトリック教会の主要な拠点であり、カトリック聖職者には永住権が与えられ、"オランダ領ボルネオの代牧区"と呼ばれた。教会は学校や病院、ハンセン病療養所を建設した。

## 祭礼
- 1月: Cap Go Meh は陰暦の正月を15日間にわたって祝うもの。
- 5月: Gawai Dayak Naik Dango はコメの収穫の開始を神に感謝するもので、ダヤッ人の祭。
- 6月1日: Ngabayotn はコメの収穫の終わりと耕季の始まりを祝うもので、ダヤッ人の祭。
- 8月: Wayang Gantung
- 8月15日: Karnaval Agustus はインドネシアの独立記念日。
- 10月: シンカワン10キロ競争大会がシンカワンの誕生日を記念して開かれる。
- 10月: ドラゴン杯サッカー選手権がシンカワンの誕生日を記念して、周辺地区のクラブチームを集めて開かれる。
- 10月: Pawai Takbir
- Festival Bedug on Idul Adha day
- Karnaval Muharramはイスラム暦の新年である。

## 観光
シンカワン周辺の観光地を挙げる。
- Bukit Bougenville - シンカワンから約6km南にある植物園。
- Cidayu Indah - Bukit Bougenvilleのすぐ隣にある植物園。
- パシール・パンジャン海岸リゾート - シンカワンの約17km南にある。
- Sungai Hangmoy - 主に客家が水浴びをする川。
- Kawasan Wisata - シンカワンの8km南にある白い砂浜。
- Teratai Indah - シンカワンのわずか2km南にあり、地元民のレクリエーションに用いられる人造湖。
- Vihara Chikung - 当地で最大規模の仏教寺院であり、シンガポール人が建立した。シンカワンのわずか3km南にある。
- Gunung Roban - シンカワンの中心街からわずか4kmの東部地区内にあり、山上までタイル張りの道が続き、地元民がちょっとしたハイキングに使っている。
- Batu Belimbing - スターフルーツ岩ともいう。シンカワンの8km東にある。
- Gunung Poteng - シンカワンの7km東にあり、市の主要な水源の一つ。 Rafflesia tuan-mudae （ラフレシア参照）のような独特の花の自生地の山である。

## 姉妹都市
- ビントゥル、マレーシア
- ミリ、マレーシア
- シブ、マレーシア
- 福州市、中国
- 古田県、中国
- ニューカッスル・アポン・タイン、イングランド